# Dipchasphecia intermedia
Dipchasphecia intermedia is een vlinder uit de familie wespvlinders (Sesiidae), onderfamilie Sesiinae.
Dipchasphecia intermedia is voor het eerst wetenschappelijk beschreven door Špatenka in 1997. De soort komt voor in het Palearctisch gebied.